# Susan Fenimore Cooper
Susan Augusta Fenimore Cooper (17 de Abril de 1813 - 31 de Dezembro de 1894) foi uma escritora e naturalista amadora dos Estados Unidos.
Susan Fenimore Cooper Nasceu em Scarsdale, Nova Iorque, filha de James Fenimore Cooper. Durante os últimos dias da vida de seu pai, tornou-se sua secretária e amanuense.
Em 1873, fundou um orfanato em Cooperstown que sob a sua supervisão se tornaria numa próspera instituição de caridade. Começou numa modesta casa com cinco pupilos; em 1900 o edifício, que tinha sido construído em 1883, abrigava 90 rapazes e raparigas. Os órfãos eram levados ainda jovens, eram alimentados, davam-lhes roupa e uma educação básica; quando tivessem idade suficiente eram colocadas em “boas famílias cristãs.” Alguns deles, antes de saírem, eram ensinados a serem independentes, ganhando o seu sustento.
A sua casa fora construída com tijolos e materiais das ruínas de Otsego Hall, onde seus pais e avôs viveram.

## Obras
- Elinor Wyllys (1846)
- Rural Hours (1850)
- The Journal of a Naturalist (1853)
- Rhyme and Reason of Country Life (1885)
- Mt. Vernon to the Children of America (1859)